# عظميات دانكل
عظميات دانكل (الاسم العلمي:†Dunkleosteidae) هي فصيلة منقرضة من الفقاريات تتبع رتبة مفصليات الرقبة من طائفة لوحيات الأدمة.

## التصنيف
- عظمية دانكل